# A Spy Among Friends
A Spy Among Friends é uma série de televisão britânica de suspense e espionagem, estrelada por Guy Pearce e Damian Lewis. É baseado no livro homônimo de Ben Macintyre, adaptado por Alex Cary e dirigido por Nick Murphy. Estreou no ITVX no Reino Unido em 8 de dezembro de 2022, e no MGM+ nos Estados Unidos a partir de março de 2023.

## Elenco
- Guy Pearce como Kim Philby
- Damian Lewis como Nicholas Elliott
- Anna Maxwell Martin como Lily Thomas
- Adrian Edmondson como Sir Roger Hollis
- Stephen Kunken como James Jesus Angleton
- Nicholas Rowe como Sir Anthony Blunt
- Thomas Arnold como Guy Burgess
- Monika Gossmann como Galina
- Karel Roden como Coronel Sergei Brontov
- Anastasia Hille como Flora Solomon
- Edward Baker-Duly como Ian Fleming
- Radoslaw Kaim como Konstantin Dmitrievich Volkov

## Lançamento
A série estreou no Reino Unido através do serviço de streaming ITVX em 8 de dezembro de 2022. Em fevereiro de 2023, foi disponibilizada no Canadá via Amazon Prime Video. A série ficou disponível na MGM+ a partir de 12 de março de 2023 nos Estados Unidos.

## Recepção
Rebecca Nicholson do The Guardian escreveu que: "Há muitas pequenas emoções em um mundo construído sobre códigos e duplos sentidos". Stephanie Bunbury, do Deadline Hollywood, escreveu que o "desdobramento de suas negociações não foi uma excitação televisiva de tirar o fôlego, mas é matéria de intriga sustentada". Jay Skelton do Reel Mockery chamou A Spy Among Friends de "frustrante de assistir".  Nick Hilton do The Independent escreveu que "há muito o que desfrutar em A Spy Among Friends".

## Prêmios e indicações
A série foi indicada na categoria de melhor minissérie no British Academy Television Awards, anunciado em março de 2023.